# Nikola Vujadinović
Nikola Vujadinović (Belgrado, 31 de julho de 1986) é um futebolista sérvio que atua como zagueiro. Atualmente está sem clube.

## Carreira
Nikola Vujadinović começou a carreira no Estrela Vermelha.